# 26 Dywizja Piechoty (III Rzesza)
26 Dywizja Piechoty (niem. 26. Infanterie-Division) – niemiecka dywizja z czasów II wojny światowej, uczestniczyła w agresji na Luksemburg i Francję, w ataku na Związek Radziecki i walkach przeciw aliantom zachodnim.

## Formowanie i szlak bojowy
Sformowana na mocy rozkazu z 15 października 1935, miejsce stacjonowania sztabu Kolonia. Stacjonowała w VI Okręgu Wojskowym. 17 września 1944 przekształcona w 26 Dywizję Grenadierów Ludowych.
Rdzeniem dla reńsko-westfalskiej 26 Dywizji Piechoty był sformowany 1 października 1934  w Münster pułk piechoty Münster. Kadrą dla tego oddziału byli żołnierze z 18. pułku piechoty. 15 października 1935 pułk dowodzony przez pułkownika Erica Hansena przemianowano na 39 pułk piechoty. Żołnierze z Münster uczestniczyli w operacji Winterübung, mającej za zadanie zajęcie Nadrenii. Do Kolonii wkroczyli po moście Hohenzollernów już pierwszego dnia operacji, 7 marca 1936. Na zajętym terenie natychmiast rozpoczęto formowanie jednostek wojskowych w oparciu o oddziały Policji Krajowej. Rozkazem z dnia 1 kwietnia 1936 zostaje powołana do życia 26 reńsko-westfalska Dywizja Piechoty, a 39. pułk piechoty zostaje jej podporządkowany. Miastem garnizonowym dla sztabu nowo powstałej dywizji jest Kolonia, a pierwszym jej dowódcą zostaje generał porucznik Fritz Kühne.
W czasie agresji na Francję w 1940 roku uczestniczyła w ograniczonym zakresie. Prowadziła działania bojowe w Luksemburgu i Szampanii. Po przerzuceniu do okupowanej Polski, od 22 czerwca 1941 uczestniczyła w ataku na Związek Radziecki. Poważne straty poniosła w czasie bitwy o Kursk. Udało jej się uniknąć zniszczenia w czasie letniej ofensywy Armii Czerwonej w 1944 roku.
Po stratach doznanych przy granicy Prus Wschodnich została wycofana z frontu. Odbudowana została na terytorium okupowanej Polski w tzw. Kraju Warty. Następnie uczestniczyła w ofensywie ardeńskiej. Do niewoli oddała się w maju 1945 wojskom USA.

## Dowódcy dywizji
- gen. por. Fritz Kühne 7 III 1936 – 10 XI 1938;
- gen. por. Sigismund von Förster 10 XI 1938 – 15 I 1941;
- gen. mjr Walter Weiss 15 I 1941 – 15 IV 1942;
- gen. por. Friedrich Wiese 15 IV 1942 – 5 VIII 1943;
- gen. mjr Johann de Boer 5 VIII1943 – 10 VIII 1944;
- gen. mjr Hans Kokott 10 VIII 1944 – 8 V 1945.

## Struktura organizacyjna
Skład w sierpniu 1939
- 39 pułk piechoty: miejsce postoju sztabu, I i III batalionu – Düsseldorf, II batalionu – Mülheim, I i II rezerwowego batalionu – Wessel;
- 77 pułk piechoty: miejsce postoju sztabu, I i III batalionu – Bonn, II batalionu oraz I i II rezerwowego batalionu – Kolonia;
- 78 pułk piechoty: miejsce postoju sztabu, I i II batalionu oraz II rezerwowego batalionu  – Akwizgran, II batalionu – Düren, I batalionu rezerwowego – Eschweiler;
- 26 pułk artylerii: miejsce postoju sztabu, I i III dywizjonu – Düsseldorf, II dywizjonu – Akwizgran;
- I dywizjon 62 pułku artylerii ciężkiej: miejsce postoju – Bonn;
- 26 batalion pionierów: miejsce postoju – Kolonia;
- 26 oddział przeciwpancerny: miejsce postoju – Düren;
- 26 oddział łączności: miejsce postoju – Kolonia;
- 26 oddział obserwacyjny: miejsce postoju – nie został sformowany;

Skład w styczniu 1940
39, 77 i 78 pułk piechoty, 26 pułk artylerii, I/62 pułk artylerii ciężkiej,  26 batalion pionierów, 26 oddział rozpoznawczy, 26 oddział przeciwpancerny, 26 oddział łączności,  26 polowy batalion zapasowy;
Skład w styczniu 1944
39 pułk fizylierów, 77, 78 pułk grenadierów, 26 pułk artylerii, 26 batalion pionierów, 26 batalion fizylierów, 26 oddział przeciwpancerny, 26 oddział łączności, 26 polowy batalion zapasowy;
Skład we wrześniu 1944
39 pułk fizylierów, 77, 78 pułk grenadierów, 26 pułk artylerii, 26 batalion pionierów, 26 dywizyjna kompania fizylierów, 26 oddział przeciwpancerny, 26 oddział łączności, 26 polowy batalion zapasowy;
Skład w listopadzie 1944
39 pułk fizylierów, 77, 78 pułk grenadierów, 26 pułk artylerii, 26 batalion pionierów, 26 batalion fizylierów, 26 oddział przeciwpancerny, 26 oddział łączności, 26 polowy batalion zapasowy;